# Eesti Energia
Акционерное общество «Э́эсти Эне́ргия» (эст. Eesti Energia Aktsiaselts) — международный энергетический концерн. 100 % акций принадлежит Эстонской Республике. Основан в Эстонии в 1939 году. Действует в странах Балтии, Финляндии, Иордании и США.
Основным сырьём для производства энергии служит горючий сланец, при сжигании которого производится 90 % электроэнергии в Эстонии. В последнее время внедряются природосберегающие технологии с использованием альтернативных источников энергии — ветряные и гидроэлектростанции.
В мае 2009 года группа изменила свой имидж. Вместо использования двадцати различных логотипов для входящих в концерн предприятий было введено единое по всей Эстонии наименование и логотип «Eesti Energia». С этого времени Eesti Energia работает и управляет бизнесом под единым брендом в разных направлениях — добыча и транспортировка сырья и производство, транспортировка и продажа электрической и тепловой энергии, а также производство сланцевого масла.

## Состав концерна
В состав концерна Eesti Energia входят различные компании. Наиболее крупными являются:

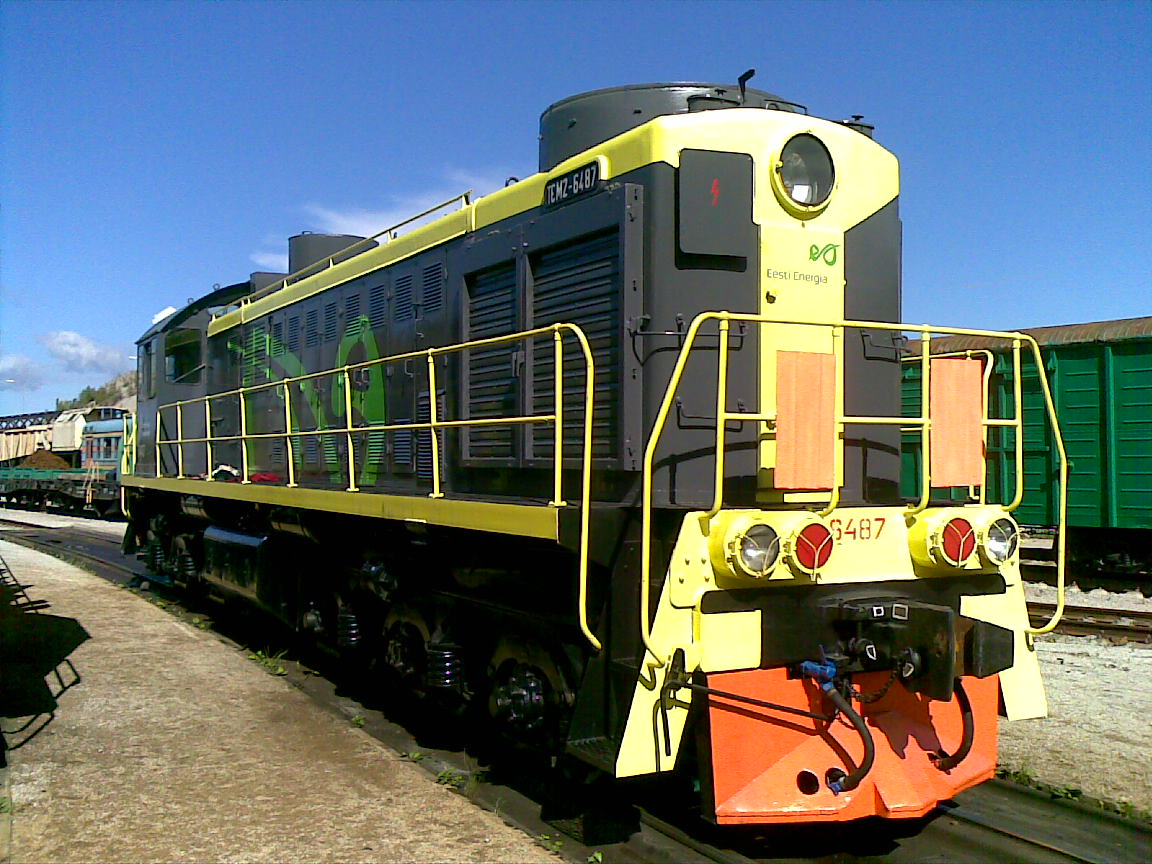
Тепловоз ТЭМ2-6487 с логотипом концерна

- Акционерное общество «Энефит Каэвандусэд»[11] (эст. Enefit Kaevandused AS), до 2009 года носило название АО «Ээсти Пылевкиви» (эст. Eesti Põlevkivi AS[12]), с 1 января 2021 года объединено с предприятием Enefit Power AS. Занимается добычей и транспортировкой сланца имеет четыре горнодобывающих предприятия и собственный железнодорожный транспорт (168 км железнодорожных путей, 9—10 локомотивов в смене[13])[14][15]. Руководитель — Вельо Александров[16];
  - шахта «Эстония» (эст. Estonia kaevandus);
  - шахта «Виру» (эст. Viru kaevandus);
  - карьер «Нарвский» (эст. Narva karjäär);
- акционерное общество «Энефит Гриин» (эст. Enefit Green AS) — сбор отходов и производство возобновляемой энергии[17];
- «Ээсти Энергия Ылитёэстус» (эст. Eesti Energia Õlitööstus) — завод по производству сланцевого масла[18]. Предприятие ликвидировано в 2017 году[19];
- акционерное общество «Энефит Повер» (эст. Enefit Power AS, до 18 мая 2009 года — АО Нарвские электростанции (эст. AS Narva Elektrijaamad)) — производство электро- и тепловой энергии[20];
- ООО «Электрилеви» (эст. Elektrilevi OÜ, до 18 мая 2009 года ― эст. Jaotusvõrk OÜ) — доставка электроэнергии конечному потребителю[21].

## Критика
Концерн Eesti Energia подвергается критике в связи постоянным ростом цен на электроэнергию, а также в связи с сокращением работников востребованных специальностей. Также имеются претензии в том, что сланец, добываемый на дочернем предприятии Enefit Kaevandused, предприятиям, не входящим в концерн, продаётся по завышенной цене.
Серьёзной проблемой остаются перебои в снабжении электроэнергией после штормов. Особую озабоченность вызывает большое количество отключений, в результате которых потребители вынуждены терпеть как неудобства, находясь подолгу без электричества, так и нести материальный ущерб.